# Nullptr

nullptr — ключевое слово, введенное в C++11 для описания константы нулевого указателя. Её тип — std::nullptr_t.
nullptr является r-value литералом.
До введения nullptr для обнуления указателей использовался макрос NULL со значением 0 — целым типом. Это вызывало проблемы (например, при перегрузке функций). Тип nullptr — std::nullptr_t, что решает эти проблемы. Существуют неявные преобразования nullptr к нулевому указателю любого типа и к bool (со значением false), но не к целочисленных типам.
В целях обеспечения обратной совместимости константа 0 также может использоваться в качестве нулевого указателя.
```
void
 
foo
(
char
 
*
);

void
 
foo
(
int
);

char
 
*
pc
 
=
 
nullptr
;
     
// верно

int
  
*
pi
 
=
 
nullptr
;
     
// верно

bool
   
b
 
=
 
nullptr
;
     
// верно. b = false.

int
    
i
 
=
 
nullptr
;
     
// ошибка

foo
(
nullptr
);
           
// вызывает foo(char *), а не foo(int);

```